# Тейньє
Тейньє (нід. Tijnje) — село в нідерландській провінції Фрисландія. Входить до муніципалітету Опстерланд.
Його площа — 13,51 км², а населення станом на 2021 рік становило 1530 осіб.
Перша згадка про населений пункт датується 1718 роком.

## Галерея

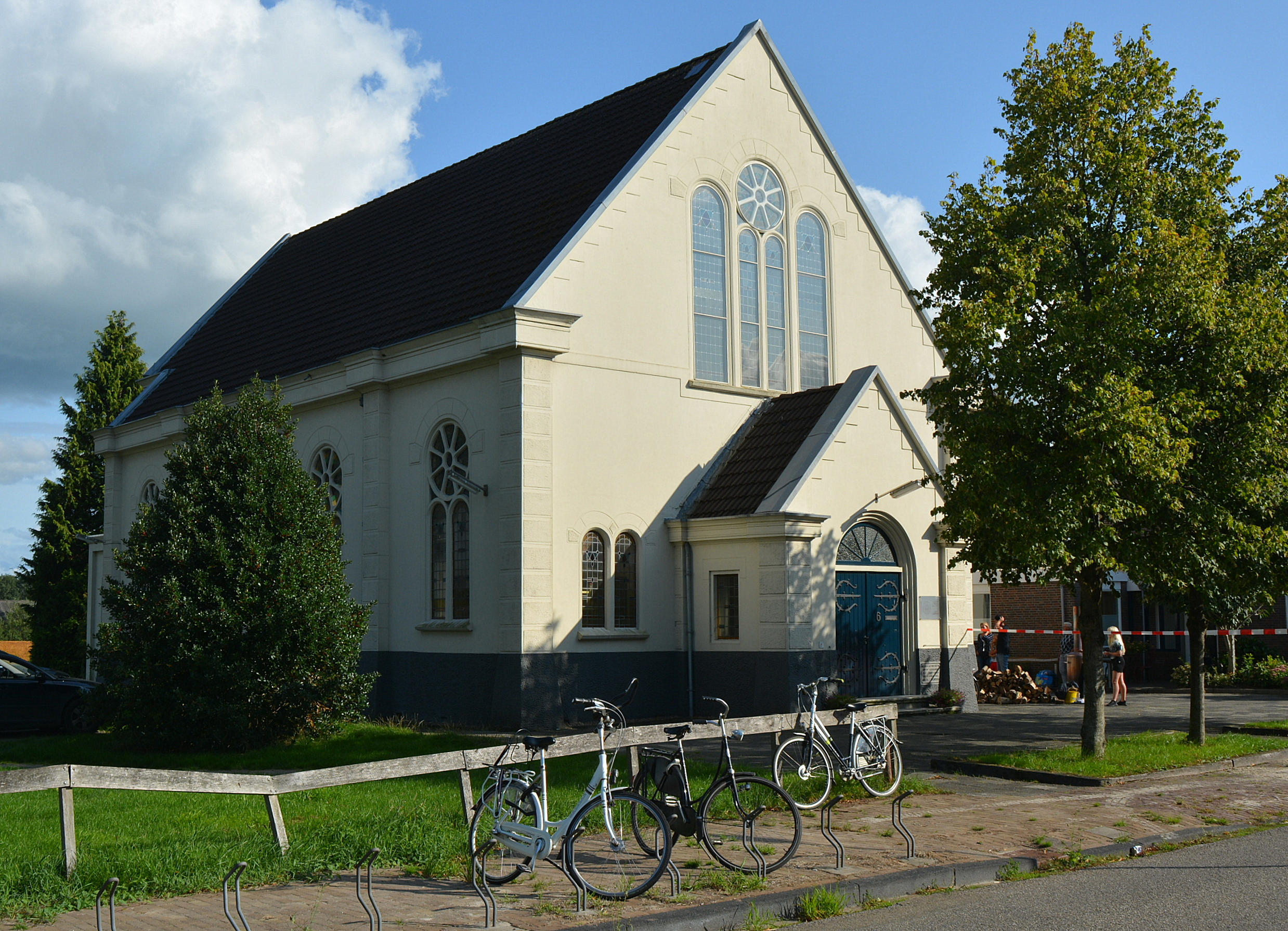
Реформістська церква
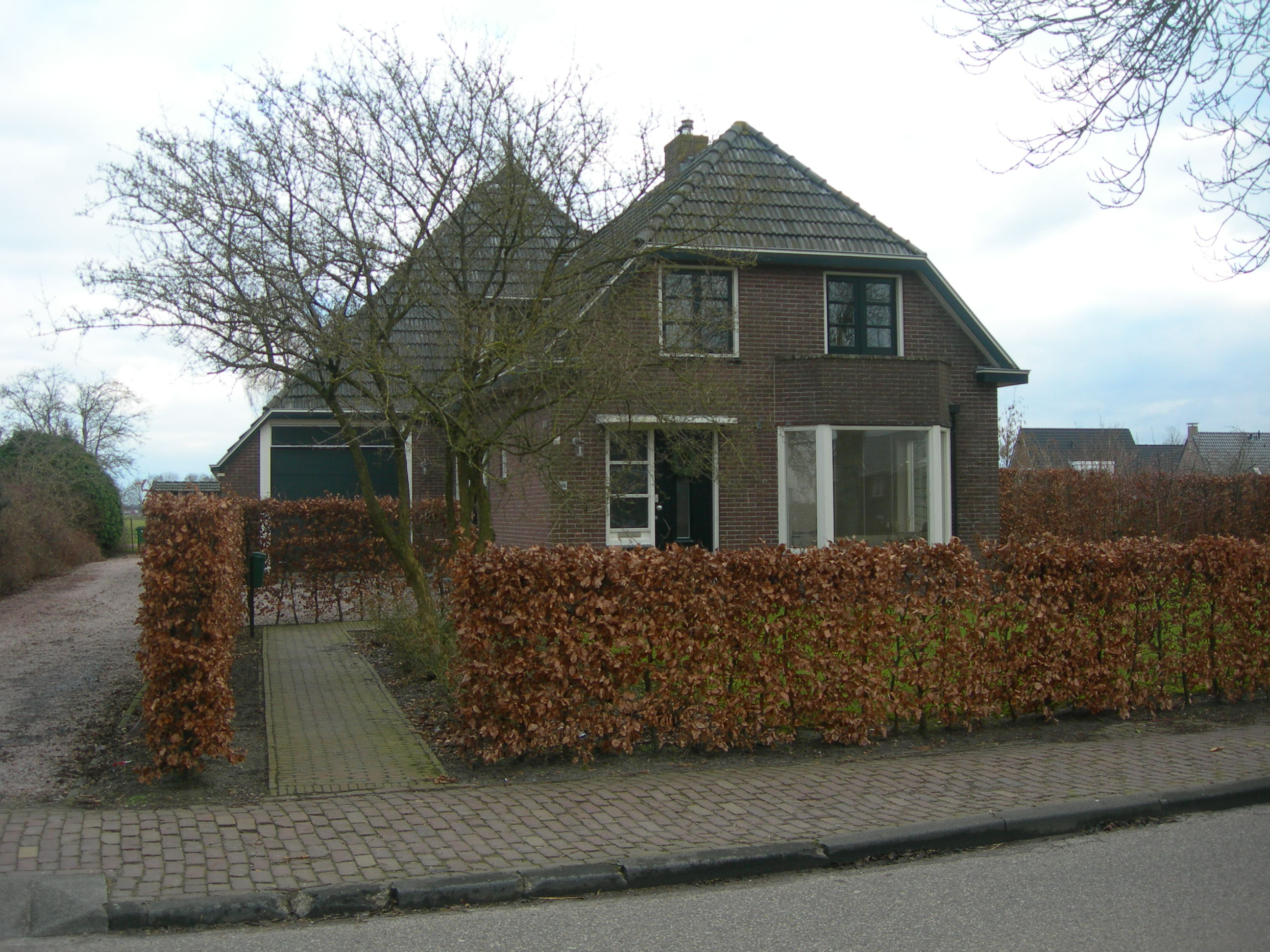
Ферма в селі
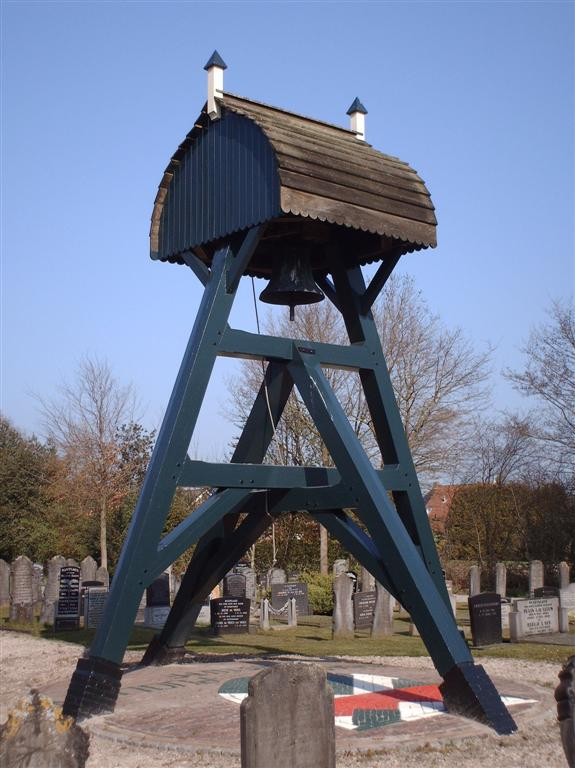
Дзвіниця